# Javier Gómez (triathlonista)
Javier Gómez (ur. 25 marca 1983 w Bazylei) – hiszpański triathlonista, wicemistrz olimpijski z Londynu, mistrz świata w triathlonie z 2008 i 2010.
Jest synem hiszpańskich imigrantów i urodził się w Szwajcarii, jednak powrócił do Hiszpanii, gdzie obecnie mieszka.
Srebrny medalista cyklu mistrzostw świata ITU w triathlonie w 2007. Na IO w Pekinie 2008 zajął 4. miejsce. W tym samym roku wywalczył tytuł mistrza świata w triathlonie w cyklu zawodów ITU.
Gomez jest trzykrotnym złotym medalistą Pucharu Świata ITU w triathlonie. Klasyfikację generalną wygrywał w latach 2006-2008 oraz w 2010, natomiast w 2011 był trzeci. Srebrny medalista IO w Londynie 2012.